# Rousham House
Rousham House (également connue sous le nom de Rousham Park) est une maison de campagne située à Rousham dans l'Oxfordshire, en Angleterre. La maison, qui a toujours appartenu à une famille, est construite vers 1635 et remodelée par William Kent au XVIIIe siècle dans un style gothique libre. D'autres modifications sont effectuées au XIXe siècle.
Les célèbres jardins sont ouverts au public tous les jours, la maison est ouverte sur rendez-vous.

## Histoire

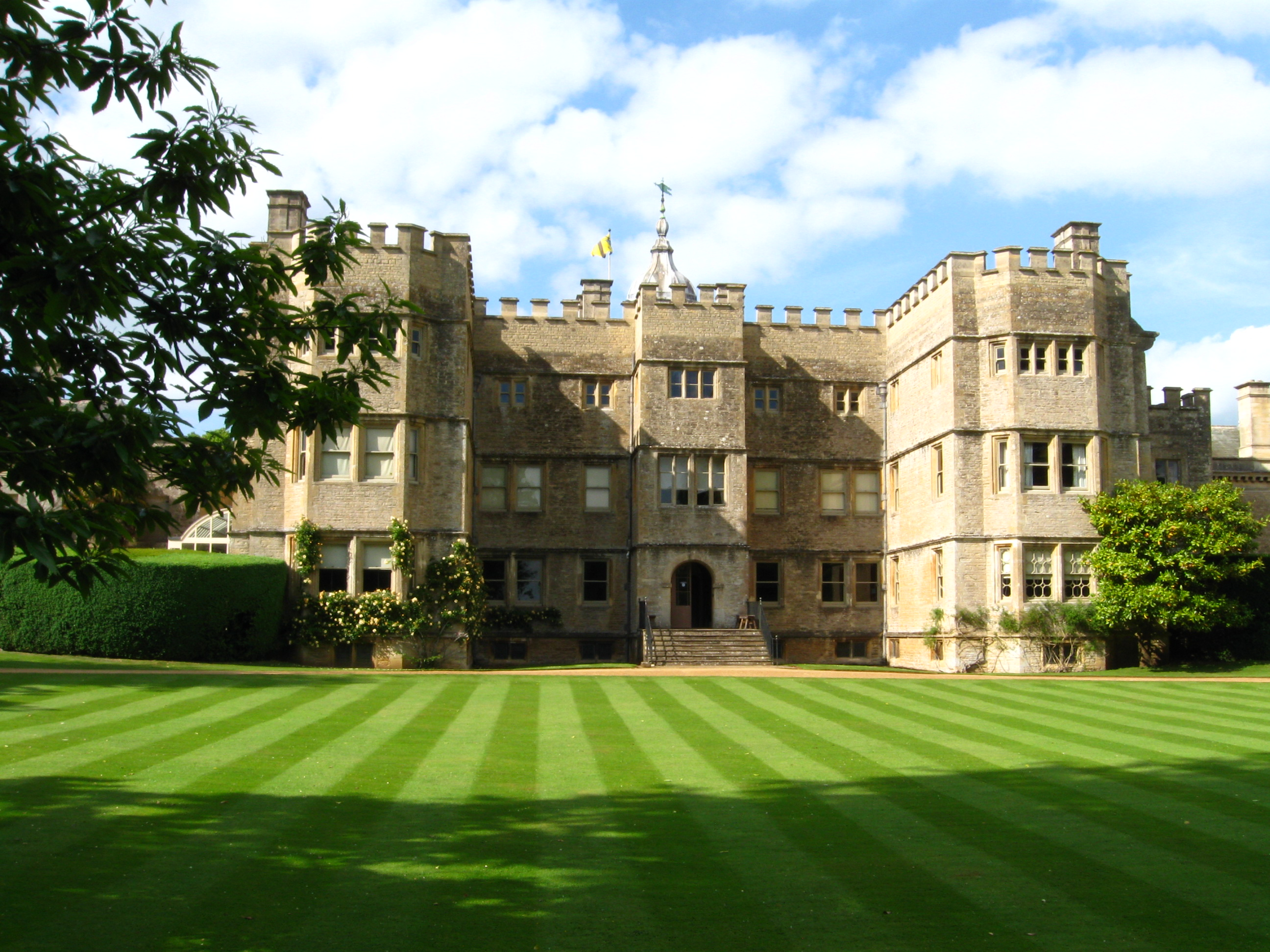
Rousham House

Dans les années 1630, Sir Robert Dormer achète le manoir de Rousham. Il commence immédiatement la construction de la maison actuelle, mais les travaux sont interrompus par le début de la guerre civile anglaise. Les Dormers sont une famille royaliste et la maison est attaquée par des soldats parlementaires.
En 1649, le domaine passe au fils de Robert Dormer, également Robert. Il laisse la maison telle que son père l'a créée, ne réparant que les dégâts de la guerre civile. Cependant, il fait plus pour restaurer la fortune familiale en se mariant deux fois, chaque fois avec une héritière. Sa seconde épouse est la fille de Sir Charles Cottrell, un courtisan de haut rang de Charles II.
Le colonel Robert Dormer-Cottrell, le petit-fils du constructeur de la maison, hérite de Rousham en 1719 et entreprend l'énorme transformation des jardins à son aspect actuel. Au départ, il emploie Charles Bridgeman pour aménager les jardins dans le nouveau style plus naturaliste qui devient populaire. L'aménagement du jardin par Bridgeman est achevé vers 1737. Rousham passe ensuite au frère du colonel, le général James Dormer (1679–1741), qui fait appel à William Kent pour améliorer et développer davantage le jardin créé par Bridgeman.
À la mort de James Dormer en 1741, célibataire et sans descendance, le domaine passe à son cousin germain Sir Clement Cottrell-Dormer (1686-1758) (le fils de sa tante Anne Cottrell) qui ajoute le nom de famille Dormer à son patronyme ,. A cette époque, Kent embellit également la maison elle-même, avec des créneaux et deux ailes contenant un salon et une bibliothèque "ravissante", selon Horace Walpole qui dit de Rousham en 1760 "il a réintégré Kent avec moi; il n'a nulle part montré autant goût" . Les intérieurs sont modifiés un siècle plus tard, mais le hall, la pièce principale de la maison, survit aux modifications des générations successives sans changement et reste tel qu'il a été achevé au XVIIe siècle. Les travaux extérieurs de Kent sont aujourd'hui presque tels que construits, mais en 1876, le vitrage octogonal d'origine est remplacé par de grandes plaques de verre innovantes, lors d'une restauration lourde de la maison par l'architecte James Piers St Aubyn (en). La maison contient de belles collections de meubles, de peintures et de statues de style jacobéen et du XVIIIe siècle, le tout exposé dans un cadre domestique.

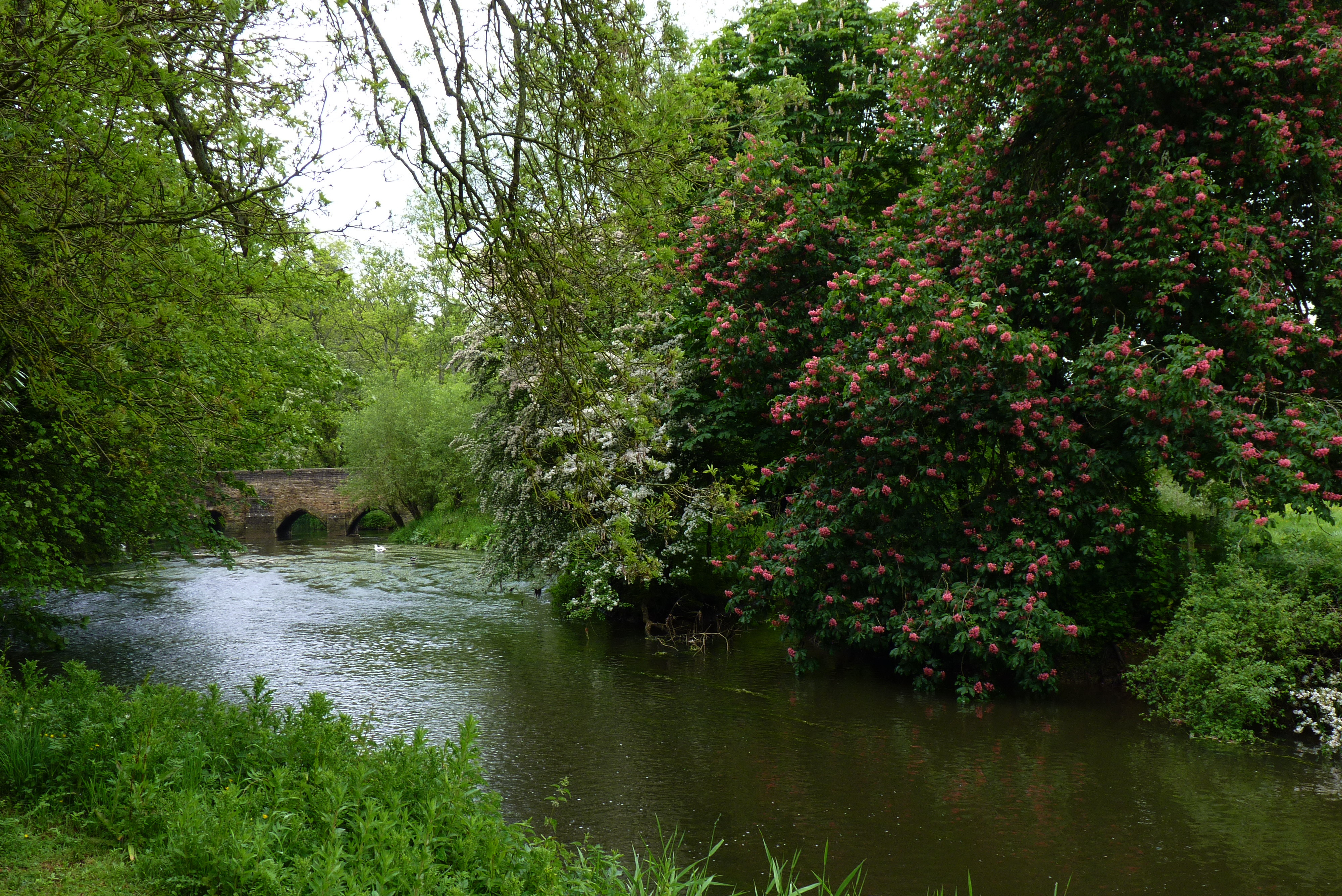
La rivière Cherwell

Les jardins, créés par Bridgeman puis Kent, surplombent une courbe de la rivière Cherwell. Bridgeman aménage le jardin, avec des promenades sinueuses à travers les bois et des piscines plus ou moins formelles. Le thème de Kent est de créer et de transformer le paysage naturaliste créé par Bridgeman en introduisant des traits « augustéen » pour rappeler les gloires et l'atmosphère de la Rome antique.

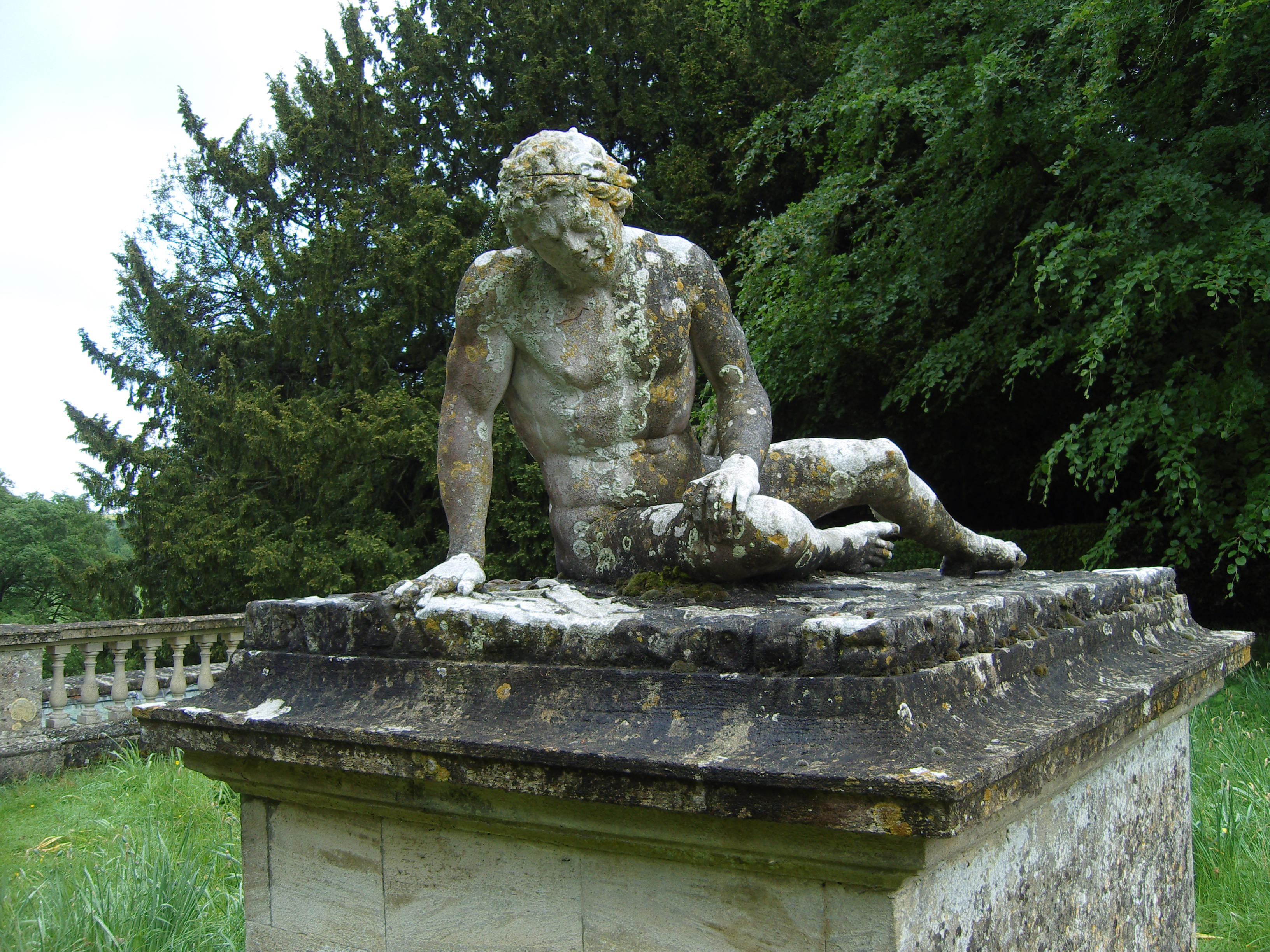
Statue basée sur le Dying Gaul (ou Dying Gladiator) à Rome

La maison et le terrain sont utilisés comme lieux de tournage pour des productions telles que Lewis d'ITV (épisode The Dead of Winter) et la mini-série 2021 de la BBC The Pursuit of Love . L'horticulteur anglais Monty Don considère Rousham comme son jardin préféré en Angleterre .
Rousham House est toujours la maison de la famille Cottrell-Dormer.